# Kallukuttam
Kallukuttam là một thị xã panchayat của quận Kanniyakumari thuộc bang Tamil Nadu, Ấn Độ.

## Nhân khẩu
Theo điều tra dân số năm 2001 của Ấn Độ, Kallukuttam có dân số 16.662 người. Phái nam chiếm 50% tổng số dân và phái nữ chiếm 50%. Kallukuttam có tỷ lệ 81% biết đọc biết viết, cao hơn tỷ lệ trung bình toàn quốc là 59,5%: tỷ lệ cho phái nam là 83%, và tỷ lệ cho phái nữ là 79%. Tại Kallukuttam, 10% dân số nhỏ hơn 6 tuổi.